# Hertugdømmet Anhalt
 For alternative betydninger, se Anhalt (flertydig). (Se også artikler, som begynder med Anhalt)
Hertugdømmet Anhalt (tysk: Herzogtum Anhalt) var et tysk hertugdømme, der eksisterede fra 1863 til 1918. Dets territorium lå i det centrale Tyskland mellem bjergmassivet Harzen og floden Elben i en del af det, der i dag er delstaten Sachsen-Anhalt. Hovedstaden var Dessau.
Hertugdømmet Anhalt var medlem af Det Tyske Forbund fra 1863 til 1866, af Det Nordtyske Forbund fra 1867 til 1871 og blev medlemsstat i Det Tyske Kejserrige i 1871. Ved kejserrigets kollaps i 1918 blev monarkiet afskaffet og Anhalt udråbt til Fristaten Anhalt, der forblev en selvstændig stat indtil 1945.